# 濱頭優
濱頭 優（はまがしら ゆう、1998年2月25日 - ）は、日本の元アイドル、元女優。福井県敦賀市出身。身長164cm。血液型はO型。愛称はがしこ。

## 来歴
- 1998年、福井県越前市の病院で産まれる。
- 2006年、地元のダンススクールへ通い始める。
- 2010年、avex「キラットエンタメチャレンジコンテスト2010」モデル部門審査員特別賞を取る。その後、スターダストプロモーションにスカウトされ、芸能活動を開始。
- 2012年、「ディズニーファン」で初仕事。
- 2013年、敦賀気比高等学校で中国語を専攻。その後、中国語スピーチコンテストで最優秀賞を取る[1]。
- 2014年、キャンディボイス（現アイオケ）結成。
- 2015年、アイドルオーケストラRY's（→RY's）結成。
- 2016年、法政大学国際文化学部に入学。東京に上京。
- 2017年9月、中国上海に留学[2]。
- 2018年1月、留学から帰国後、不在だったRY'sのリーダーに任命された。
- 2019年11月、クラウドファンディングサイト「kibidango」で「YUU福プロジェクト」始動。[3][4]福井県でのライブを行った。
- 2020年3月、就職のためRY'sを卒業。芸能活動も終了する[5]。

## 人物
特技は中国語とダンス。趣味は寝ること。弟がいる。実家で犬を一匹飼っている。ラーメンが好き。
敦賀観光協会の特別キャンペーン隊としても活動していた。
2020年3月29日にRY's卒業と同時に芸能活動を終了した。

## 出演

### テレビドラマ
- ラブホの上野さん - 明菜 役
- 烈車戦隊トッキュウジャー - 女子高生 役
- とと姉ちゃん

### 舞台
- 舞台「ReLIFE」（2016年9月8日 - 19日、サンシャイン劇場 / 24日 - 25日、梅田芸術劇場シアター・ドラマシティ）- 狩生玲奈 役（Wキャスト）
- 嫁のまにまに - 結城智春子 役
- FLYING PIRATES ネバーランド漂流記-featuringGUY'S- - マリカ 役
- スーパーダンガンロンパ - 辺古山ペコ 役
  - 『スーパーダンガンロンパ2 THE STAGE 〜さよなら絶望学園〜』 （2015年12月3日 - 13日、Zeppブルーシアター六本木）
  - 『スーパーダンガンロンパ2 THE STAGE 〜さよなら絶望学園〜2017』 （2017年3月16日 - 4月2日、Zeppブルーシアター六本木 / 森ノ宮ピロティホール）

### テレビアニメ
- うわばきクック - 娘 役
- オオカミ少女と黒王子（2014年）
- 人生相談テレビアニメーション「人生」（2014年）
- 極黒のブリュンヒルデ（2014年）- キカコ 役
- 電波教師（2015年4月 - 9月）

### ゲーム
- 魔法少女大戦ZANBATSU（2014年3月27日 - 、PlayStation@Vita版）- 都竹垂里 役
- VENUS PROJECT - 三島シェリー 役

### 映画
- 涅槃大衆行進曲 - ユニ 役
- 怖譚 -コワタン- 『ユウタイリダツ』編
- きらわないでよ
- 弥生の虹（2015年9月公開） - 加藤亞里沙 役
- 神さまの言うとおり

### 広告
- ヤマザキナビスコ「ボートでみんなとエアリアル篇」（2013年8月 - 2014年8月）
- P&Gジャパン「ファブリーズ」（2014年1月13日 - 4月12日）
- ラウンドワン「ボウリング 女子高生篇」（2013年11月29日 - 2014年11月28日）
- ベネッセコーポレーション 進研ゼミ
- 高1講座情報誌「高1 My vision」表紙 2013年2月号
- 月刊ウララ

### 雑誌
- ディズニーファン/ディズニー・サマーガイドfor Boys＆Girls （2012年8月号増刊、2013年8月発売）

### テレビ
- スパルタンMX - 第2期生としてオーディションに参加
- エンプラ!!
- アニ探

### アイドル
- キャンディボイス
- RY's - ボーカル担当、2018年1月 - 2020年3月29日はリーダーとして活動

### ラジオ
- RY'sのアイオケ♪RADIO（2017年10月9日 - 2019年4月8日、インターネット配信 HiBiKi Radio Station）

### その他
- 敦賀観光協会の特別キャンペーン隊
- 福井県警察敦賀警察署 一日署長（2014年7月11日）
- 石川県立大聖寺実業高等学校 女子制服モデル